# Saison NBA Development League 2008-2009
Navigation
Saison 2007-2008 Saison 2009-2010
La saison NBA Development League 2008-2009 est la 8e saison de la NBA Development League, la ligue mineure de la National Basketball Association (NBA). Les 14ers du Colorado remportent le titre de champion,  en s'imposant en finale face au Flash de l'Utah.

## Saison régulière
| Central Division         | Central Division | Central Division | Central Division | Central Division |
| Équipe                   | Victoires        | Défaites         | % de victoires   | Écart            |
| ------------------------ | ---------------- | ---------------- | ---------------- | ---------------- |
| Iowa Energy              | 28               | 22               | 56,0             | --               |
| Dakota Wizards           | 27               | 23               | 54,0             | 1                |
| Erie BayHawks            | 27               | 23               | 54,0             | 1                |
| Sioux Falls Skyforce     | 25               | 25               | 50,0             | 3                |
| Fort Wayne Mad Ants      | 19               | 31               | 38,0             | 9                |
| Southwestern Division    |                  |                  |                  |                  |
| Équipe                   | Victoires        | Défaites         | % de victoires   | Écart            |
| Colorado 14ers           | 34               | 16               | 68,0             | --               |
| Austin Toros             | 32               | 18               | 64,0             | 2                |
| Albuquerque Thunderbirds | 24               | 26               | 48,0             | 10               |
| Rio Grande Valley Vipers | 21               | 29               | 42,0             | 13               |
| Tulsa 66ers              | 15               | 35               | 30,0             | 19               |
| Western Division         |                  |                  |                  |                  |
| Équipe                   | Victoires        | Défaites         | % de victoires   | Écart            |
| Utah Flash               | 32               | 18               | 64,0             | --               |
| Idaho Stampede           | 31               | 19               | 62,0             | 1                |
| Bakersfield Jam          | 26               | 24               | 52,0             | 6                |
| Reno Bighorns            | 25               | 25               | 50,0             | 7                |
| Los Angeles D-Fenders    | 19               | 31               | 38,0             | 13               |
| Anaheim Arsenal          | 15               | 35               | 30,0             | 17               |

## Playoffs
|  | Premier tour | Premier tour    | Premier tour |                |     | Demi-finales   | Demi-finales | Demi-finales |  |  | Finale | Finale         | Finale |
|  |              |                 |              |                |     |                |              |              |  |  |        |                |        |
|  | 5            | Idaho Stampede  | 116          |                |     |                |              |              |  |  |        |                |        |
|  | 4            | Austin Toros    | 119          |                |     |                |              |              |  |  |        |                |        |
|  | 4            | Austin Toros    | 119          |                | 4   | Austin Toros   | 111          |              |  |  |        |                |        |
|  |              |                 |              |                | 4   | Austin Toros   | 111          |              |  |  |        |                |        |
|  |              |                 | 1            | Colorado 14ers | 114 |                |              |              |  |  |        |                |        |
|  | 7            | Erie BayHawks   | 1            | Colorado 14ers | 114 | 108            |              |              |  |  |        |                |        |
|  | 7            | Erie BayHawks   |              |                |     | 108            |              |              |  |  |        |                |        |
|  | 1            | Colorado 14ers  | 129          |                |     |                |              |              |  |  |        |                |        |
|  |              |                 |              |                |     |                |              |              |  |  | 1      | Colorado 14ers | 2      |
|  |              |                 | 2            | Utah Flash     | 0   |                |              |              |  |  |        |                |        |
|  | 6            | Dakota Wizards  | 114          |                |     |                |              |              |  |  |        |                |        |
|  | 3            | Iowa Energy     | 109          |                |     |                |              |              |  |  |        |                |        |
|  | 3            | Iowa Energy     | 109          |                | 6   | Dakota Wizards | 93           |              |  |  |        |                |        |
|  |              |                 |              |                | 6   | Dakota Wizards | 93           |              |  |  |        |                |        |
|  |              |                 | 2            | Utah Flash     | 103 |                |              |              |  |  |        |                |        |
|  | 8            | Bakersfield Jam | 2            | Utah Flash     | 103 | 81             |              |              |  |  |        |                |        |
|  | 8            | Bakersfield Jam |              |                |     | 81             |              |              |  |  |        |                |        |
|  | 2            | Utah Flash      | 94           |                |     |                |              |              |  |  |        |                |        |

## Finale
|  |                |  |          |     |  |
|  | Finale         |  |          |     |  |
|  |                |  |          |     |  |
|  |                |  |          |     |  |
|  | Colorado 14ers |  | 136 (ap) | 123 |  |
|  | Colorado 14ers |  | 136 (ap) | 123 |  |
|  | Utah Flash     |  | 131      | 104 |  |

Le premier match se joue à Colorado, le deuxième match et l'éventuelle belle se jouant à Utah.

## Récompenses
MVP de la saison régulière : Courtney Sims (Energy de l'Iowa)
Rookie de l'année : Othyus Jeffers (Energy de l'Iowa)
Défenseur de l'année : Brent Petway (Stampede de l'Idaho)
Joueur d'impact de l'année : Eddie Gill (14ers du Colorado)
Prix Jason Collier pour l'esprit sportif : Will Conroy (Thunderbirds d'Albuquerque)
Entraîneur de l'année : Quin Snyder (Toros d'Austin)
MVP du All-Star D-League : Blake Ahearn (Wizards du Dakota) et Courtney Sims (Stampede de l'Idaho)
| All-NBA D-League First Team : - Blake Ahearn (Toros d'Austin / Wizards du Dakota) - Will Conroy (Thunderbirds d'Albuquerque) - Erik Daniels (BayHawks d'Érié) - Courtney Sims (Energy de l'Iowa) - Marcus Williams (Toros d'Austin) | All-NBA D-League Second Team : - Derrick Byars (Jam de Bakersfield) - Josh Davis (14ers du Colorado) - Chris Hunter (Mad Ants de Fort Wayne) - Trey Johnson (Jam de Bakersfield) - James White (Arsenal d'Anaheim) | All-NBA D-League Third Team : - Lance Allred (Stampede de l'Idaho) - Ronald Dupree (66ers de Tulsa / Flash de l'Utah) - Eddie Gill (14ers du Colorado) - Dontell Jefferson (Flash de l'Utah) - Cartier Martin (Energy de l'Iowa) |